# سیفورد (دلاور)
سیفورد، دلاور (به انگلیسی: Seaford, Delaware) یک شهر در ایالات متحده آمریکا است که در دلاویر واقع شده‌است.

## خصوصیات
سیفورد ۶٬۹۲۸ نفر جمعیت دارد.